# Sven P. Vleeming
Sven P. Vleeming (* 1950) ist ein niederländischer Ägyptologe.

## Leben
Sven Vleeming studierte von 1970 bis 1977 Ägyptologie, Allgemeine Sprachwissenschaft und Vergleichende Semitistik an der Universität Leiden. 1983 promovierte er mit der Studie „Papyrus Reinhardt. An Egyptian Land List from the Tenth Cent. B.C.“ Von 1977 bis 1986 war Vleeming Dozent am Papyrologisch Instituut der Universität Leiden und von 1986 bis 1996 Hauptdozent. Seit 1996 ist er als Professor für Ägyptologie an der Universität Trier tätig.

## Schriften (Auswahl)
- mit Willy Clarysse, G. van de Veken: The Eponymous Priests of Ptolemaic Egypt. Leiden 1983.
- Inleiding tot het Demotische Schrift: Het Demotische Schrift. Leiden 1988.
- The Gooseherds of Hou. A Dossier Relating to Various Agricultural Affairs from Provincial Egypt of the Early Fifth Cent. B.C. (= Studia Demotica. Band. III). Leuven 1991.
- mit A. A. den Brinker: Check-List of Demotic Text Editions and Re-Editions presented on the occasion of the Fifth International Conference for Demotic Studies in Pisa 4th-8th September 1993. Leiden 1993.
- Papyrus Reinhardt. An Egyptian Land List from the Tenth Cent. B. C. Berlin 1993.
- Ostraka Varia. Tax Receipts and Legal Documents on Demotic, Greek, and Greek-Demotic Ostraka, chiefly of the Ptolomaic Period, from Various Collections. Leiden 1994.
- Some Coins of Artaxerxes and Other Short Texts in the Demotic Script Found on Various Objects and Gathered from Many Publications (= Studia Demotica. Band V). Leuven 2001.
- mit A. A. den Brinker, B. P. Muhs: A Berichtigungsliste of Demotic Documents (= Studia Demotica. Band VII). Leuven 2005.